# Antonín Kinský (cầu thủ bóng đá, sinh 2003)
Antonín Kinský (sinh ngày 13 tháng 3 năm 2003) là một cầu thủ bóng đá chuyên nghiệp người Cộng hòa Séc hiện đang thi đấu ở vị trí thủ môn cho câu lạc bộ bóng đá Tottenham Hotspur tại Premier League.

## Sự nghiệp câu lạc bộ

### Tottenham Hotspur
Vào ngày 5 tháng 1 năm 2025, Kinský đã ký hợp đồng sáu năm rưỡi với câu lạc bộ Premier League Tottenham Hotspur với mức phí ước tính là 12,5 triệu bảng Anh. Anh giữ sạch lưới ngay tại trận ra mắt ấn tượng cho câu lạc bộ vào ngày 8 tháng 1 để giúp đội giành chiến thắng 1–0 trước Liverpool trong trận lượt đi bán kết Cúp EFL.

## Sự nghiệp quốc tế
Kinský là thành viên của đội tuyển trẻ quốc gia và anh thường xuyên chơi cho các đội tuyển trẻ quốc gia Séc kể từ cấp độ U-15. Anh ban đầu có mặt trong đội hình U-21 Cộng hòa Séc tham dự Giải vô địch U-21 châu Âu 2023, nhưng anh đã phải rút lui do chấn thương. Anh được triệu tập lần đầu tiên vào đội tuyển quốc gia Cộng hòa Séc vào tháng 10 năm 2024 cho các trận đấu gặp Albania và Ukraina tại UEFA Nations League.

## Đời tư
Kinský là con trai của Antonín Kinský, cựu thành viên Đội tuyển bóng đá quốc gia Cộng hòa Séc, nhà vô địch Giải bóng đá hạng nhất Séc và là thành viên của đội tuyển quốc gia tại UEFA Euro 2004.

## Thống kê sự nghiệp

### Câu lạc bộ
Tính đến 15 tháng 1 năm 2025
| Câu lạc bộ          | Mùa giải            | Giải đấu                       | Giải đấu | Giải đấu | Cúp quốc gia | Cúp quốc gia | Cúp Liên đoàn | Cúp Liên đoàn | Châu lục | Châu lục | Khác | Khác | Tổng cộng | Tổng cộng |
| Câu lạc bộ          | Mùa giải            | Hạng đấu                       | Trận     | Bàn      | Trận         | Bàn          | Trận          | Bàn           | Trận     | Bàn      | Trận | Bàn  | Trận      | Bàn       |
| ------------------- | ------------------- | ------------------------------ | -------- | -------- | ------------ | ------------ | ------------- | ------------- | -------- | -------- | ---- | ---- | --------- | --------- |
| Dukla Prague        | 2019–20             | Czech National Football League | 1        | 0        | 0            | 0            | —             | —             | —        | —        | —    | —    | 1         | 0         |
| Dukla Prague        | 2020–21             | Czech National League          | 5        | 0        | 1            | 0            | —             | —             | —        | —        | —    | —    | 6         | 0         |
| Dukla Prague        | Tổng cộng           | Tổng cộng                      | 6        | 0        | 1            | 0            | —             | —             | —        | —        | —    | —    | 7         | 0         |
| Slavia Praha        | 2021–22             | Czech First League             | 0        | 0        | 1            | 0            | —             | —             | 0        | 0        | —    | —    | 1         | 0         |
| Slavia Praha        | 2024–25             | Czech First League             | 19       | 0        | 0            | 0            | —             | —             | 10       | 0        | —    | —    | 29        | 0         |
| Slavia Praha        | Tổng cộng           | Tổng cộng                      | 19       | 0        | 1            | 0            | —             | —             | 10       | 0        | —    | —    | 30        | 0         |
| Vyškov (mượn)       | 2021–22             | Czech National League          | 13       | 0        | 0            | 0            | —             | —             | —        | —        | —    | —    | 13        | 0         |
| Vyškov (mượn)       | 2022–23             | Czech National League          | 30       | 0        | 2            | 0            | —             | —             | —        | —        | 2    | 0    | 34        | 0         |
| Vyškov (mượn)       | Tổng cộng           | Tổng cộng                      | 43       | 0        | 2            | 0            | —             | —             | —        | —        | 2    | 0    | 47        | 0         |
| Pardubice (mượn)    | 2023–24             | Czech First League             | 18       | 0        | 0            | 0            | —             | —             | —        | —        | —    | —    | 18        | 0         |
| Tottenham Hotspur   | 2024–25             | Premier League                 | 1        | 0        | 1            | 0            | 1             | 0             | 0        | 0        | —    | —    | 3         | 0         |
| Tổng cộng sự nghiệp | Tổng cộng sự nghiệp | Tổng cộng sự nghiệp            | 87       | 0        | 5            | 0            | 1             | 0             | 10       | 0        | 2    | 0    | 105       | 0         |

1. ↑  Bao gồm Cúp bóng đá Cộng hòa Séc và FA Cup
2. ↑  Bao gồm EFL Cup
3. ↑  Bốn lần ra sân tại UEFA Champions League, sáu lần ra sân tại UEFA Europa League
4. ↑  Ra sân tại play-off thăng hạng Czech National League